# Theresia Philipp

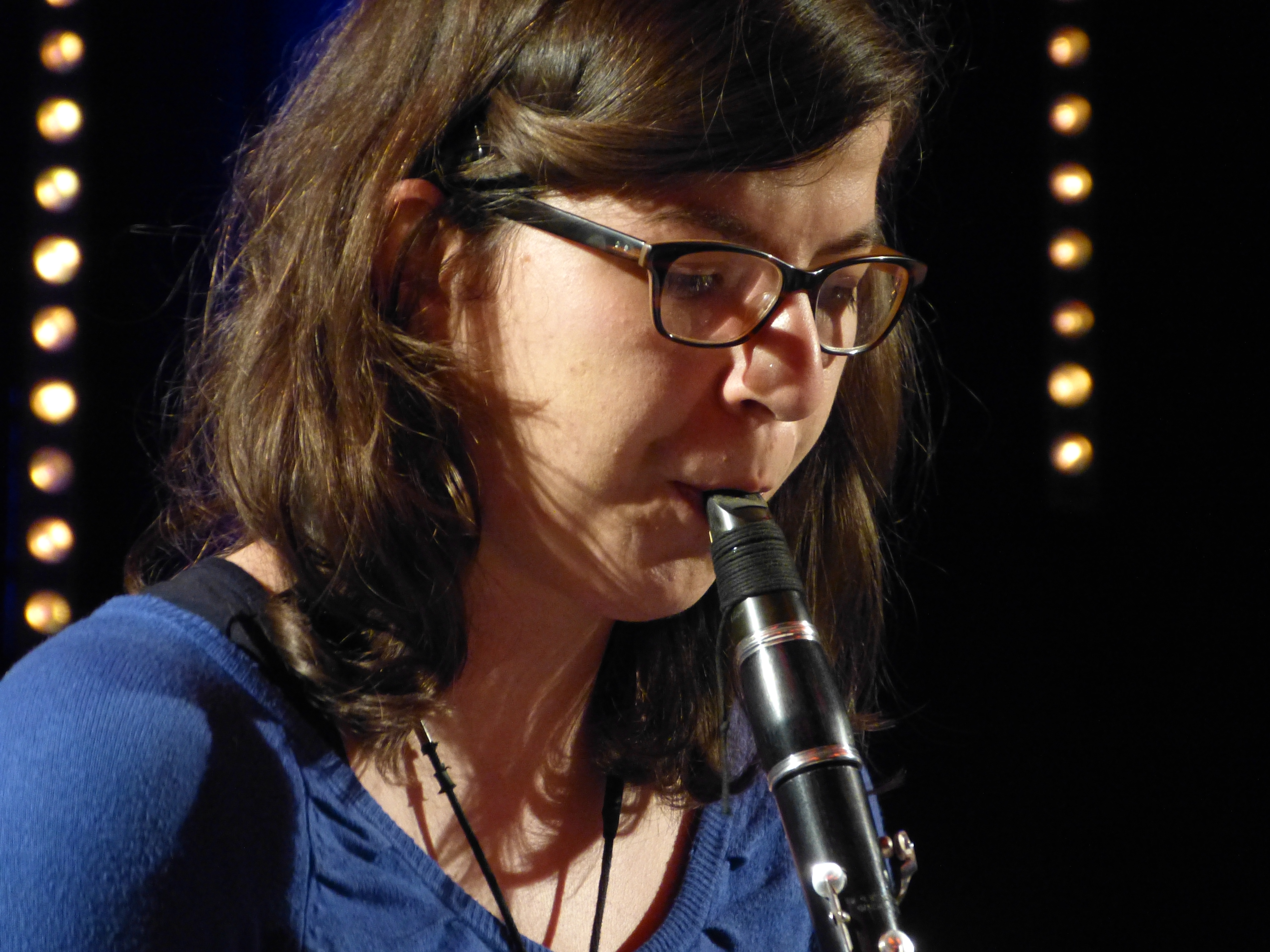
Theresia Philipp 2015 (im Ensemble Adapting Songs mit Dora Osterloh (voc), David Helm (b), Riaz Khabirpour (git) und Fabian Arends (dr) im ARTheater)

Theresia Philipp (* 1991 in Großröhrsdorf, Sachsen) ist eine deutsche Jazzmusikerin (Alt-, Sopran und Baritonsaxophon, sowie Klarinette und Flöte, Komposition).

## Leben und Wirken
Philipp wuchs in der Oberlausitz auf; sie begann mit elf Jahren im Spielmannszug Saxophon zu spielen und besuchte von 2004 bis 2010 das Sächsische Landesgymnasium für Musik Carl Maria von Weber in Dresden. Nach dem Abitur studierte sie bis 2015 an der Hochschule für Musik und Tanz Köln bei Claudius Valk, Roger Hanschel, Henning Berg und Joachim Ullrich. Zwischen 2007 und 2011 war sie Mitglied im von Marko Lackner geleiteten LandesJugendJazzOrchester Sachsen; von 2012 bis 2013 gehörte sie zum BundesJazzOrchester unter der Leitung von Jiggs Whigham und Niels Klein.
Philipp ist als freischaffende Musikerin in der Kölner Jazzszene tätig. Seit 2011 gehört sie zum internationalen Backyard Jazz Orchestra, das von Peter Ehwald und Stefan Schultze geleitet wird. Mit David Helm und Thomas Sauerborn bildet sie seit 2013 das Trio Pollon, das 2016 sein Debütalbum vorlegte. Auch gehört sie zum Large Ensemble von Jan Schreiner und zu Urban Cycles um Joscha Oetz. Sie trat weiterhin mit Musikern wie John Taylor, John Ruocco, Will Vinson, Kurt Elling, Pablo Held, Heiner Wiberny, Frank Wunsch, Loren Stillman oder Michael Heupel auf und war auch mit der hr-Bigband zu hören. Konzertreisen führten sie durch Europa und nach Indien; sie trat auf dem Jazzfest Bonn, Beograde Jazz Festival, Venice Jazz Festival, dem Skopje Jazz Festival, bei Winterjazz Köln und dem Festival Jazz Is Back auf.
Philipp lehrte vom Sommersemester 2021 bis zum Sommersemester 2023 im Hauptfach Saxophon an der Abteilung für Jazz & Populäre Musik der Johannes Gutenberg-Universität Mainz. Seit 2020 lehrt sie an der Hochschule für Musik und Tanz Köln.

## Preise und Auszeichnungen
Philipp erhielt das Lions Club Köln Stipendium 2013 und ist Preisträgerin des Horst und Gretl Will Stipendiums der Stadt Köln 2020 (Kölner Jazzpreis). Ihr wurde der WDR-Jazzpreis 2022 in der Kategorie Komposition zugesprochen.

## Diskographische Hinweise
- ESJA 4 Petrichor (Nabel Records 2015, mit Gero Schipmann, Constantin Krahmer, Stefan Rey, Thomas Esch)
- Pollon Herb (Klaeng 2016)
- Pollon With Strings (Float 2020, mit David Helm, Thomas Sauerborn, Radek Stawarz, Axel Lindner, Elisabeth Coudoux)[5]
- Thomas Sauerborn, Theresia Philipp, Jozef Dumoulin: Losing Color (Klaeng 2021)
- Pollon ΔΔΔ (Anunaki Tabla)[6]